# Raskolnikow-Haus

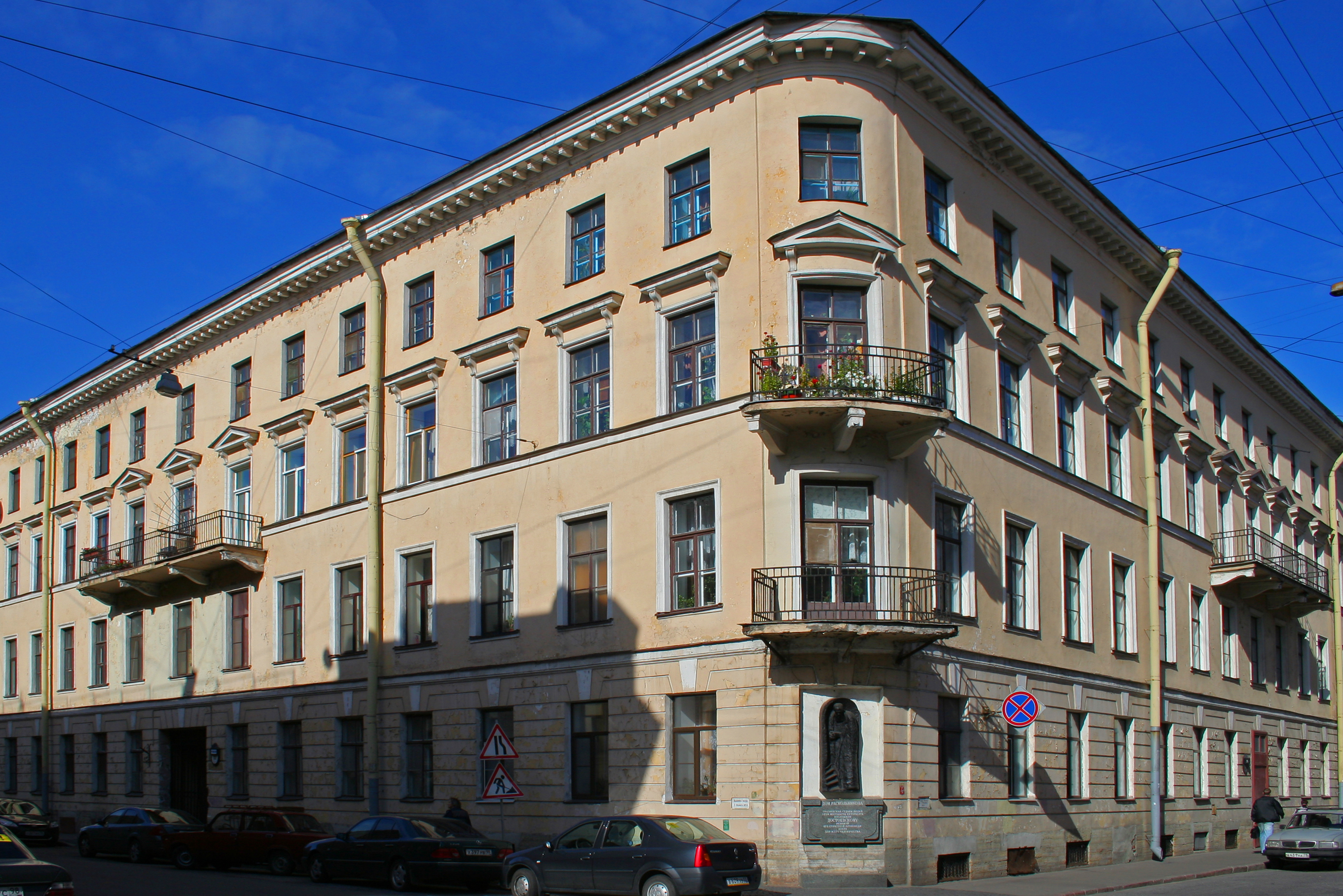
Das Raskolnikow-Haus.

Das Raskolnikow-Haus (russisch Дом Раскольникова) ist ein Mietshaus in Sankt Petersburg, in dem nach Ansicht der Literaturwissenschaft der Protagonist aus Dostojewskis Roman Schuld und Sühne gelebt haben muss. Das Haus wurde 1831 von Georg Ruprecht Zollikofer (1802–1874) im Stil des Klassizismus erbaut. Es befindet sich im Zentrum der Stadt an einer Straßenecke. Die zugehörigen Adressen lauten Graschdanskaja uliza 19 bzw. Stoljarny pereulok 5.